# Niendorf (Wüstung)

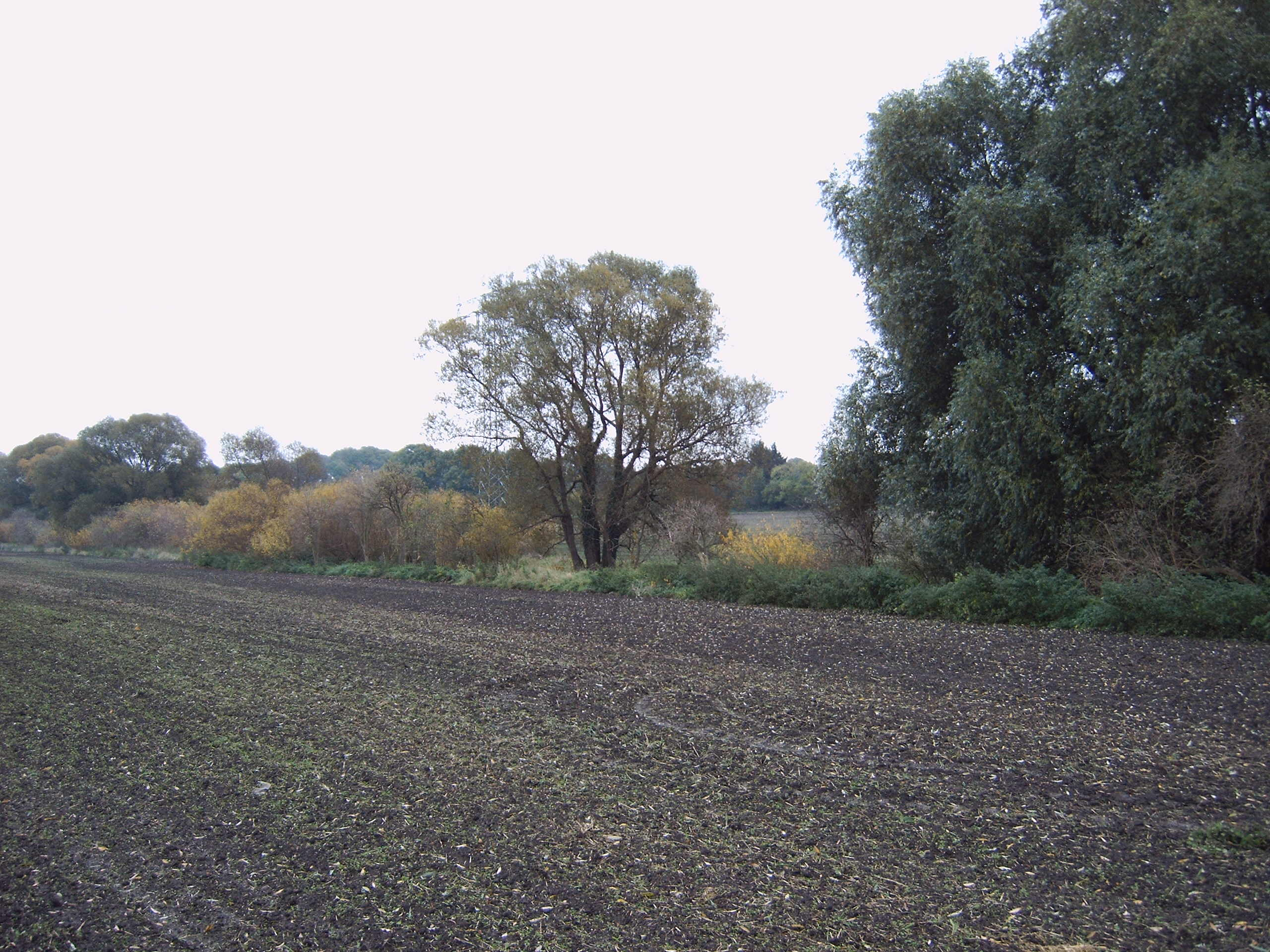
Stelle des ehemaligen Ortes Niendorf, nördlich von Klein Ottersleben, Blick nach Klein Ottersleben

Niendorf war ein Ort im heutigen Gebiet der Stadt Magdeburg.
Das Dorf befand sich nördlich von Klein Ottersleben nördlich des Bachlaufs der Klinke. Geographische Lage (geschätzt nach der Karte von Gustav Reischel): 52° 6′ 4,7″ N, 11° 33′ 39,2″ O. Im 14. Jahrhundert wurde die Ortschaft, wie auch das weiter westlich gelegene Stemmern, zur Wüstung. Die Feldflur kam im Wesentlichen zu Klein Ottersleben.
An das Bestehen des Ortes erinnert heute noch die Benennung der in Klein Ottersleben gelegenen Straßen Niendorfer Gartenweg und Niendorfer Straße.

## Quelle
- Gustav Reischel: Geschichtliche Karte der Kreise Wolmirstedt und Wanzleben. Graphische Kunst-Anstalt Louis Koch, Halberstadt 1912, (1:100.000).